# Бобошко, Константин Матвеевич
Константи́н Матве́евич Бобошко (28 мая 1918, Великие Будки, Недригайловский район, Сумская область, УССР — 26 ноября 1994, Запорожье, Запорожская область, Украина) — Герой Советского Союза, участник Великой Отечественной войны.

## Довоенная биография
Константин Матвеевич Бобошко родился 28 мая 1918 года в селе Великие Будки Недригайловского района Сумской области УССР.
Получив неполное среднее образование, работал в родном селе.

## Участие воВторой мировой войне
Константин Матвеевич Бобошко был призван в ряды РККА в 1938 году.
Принимал участие в Советско-финской войне. После окончания войны закончил артиллерийские курсы.
С июля 1941 года участвовал в Великой Отечественной войне. Воевал на Калининском и Первом Прибалтийском фронтах. За это время был трижды ранен и контужен.
Оставшись единственным не выбывшим человеком из своего расчёта у деревень Пушкари и Романенки (Смоленский район), капитан Бобошко дважды вступал в бои с немецкими танками, при этом, подбив 7 танков гитлеровцев.
В КПСС Константина Матвеевича Бобошко приняли в 1942 году.
В течение боёв за город Духовщина (Смоленская область) 23 августа — 20 сентября 1943 года Константин Матвеевич огнём батареи подавил 3 орудия, 14 пулемётных точек и 3 миномётные батареи и уничтожил несколько сотен гитлеровцев.
Указом Президиума Верховного Совета СССР от 4 июня 1944 года за умелое руководство подразделением, личное мужество и отвагу, проявленные в боях с врагом, гвардии капитану Константину Матвеевичу Бобошко присвоено звание Героя Советского Союза с вручением ордена Ленина и медали «Золотая Звезда».

## Послевоенная биография
Константин Матвеевич Бобошко, в 1945 году окончил курсы усовершенствования офицерского состава, а потом и Высшую офицерскую артиллерийскую школу в Ленинграде.
В 1946 году, будучи в звании капитана, уволен в запас. После увольнения, работал на торфопредприятия Новгородской области. С 1966г. проживал в городе Запорожье.
Умер 26 ноября 1994 года. Похоронен на "Первомайском" кладбище г. Запорожье.

## Награды
- медаль «Золотая Звезда»;
- орден Ленина;
- орден Красного Знамени;
- орден Отечественной войны 1-й степени;
- 2 ордена Красной Звезды;
- медали.